# Pulchranthus
Genre
Classification APG III (2009)
Pulchranthus est un genre de plantes à fleurs de la famille des Acanthaceae, dont l'espèce type est Pulchranthus surinamensis (Bremek.) V.M. Baum, Reveal & Nowicke. Ce genre comprend aujourd'hui 4 espèces valides. 

## Liste d'espèces
Selon The Plant List (16/11/2021) :
- Pulchranthus adenostachyus (Lindau) V.M. Baum, Reveal & Nowicke
- Pulchranthus congestus (Lindau) V.M. Baum, Reveal & Nowicke
- Pulchranthus surinamensis (Bremek.) V.M. Baum, Reveal & Nowicke
- Pulchranthus variegatus (Aubl.) V.M.Baum, Reveal & Nowicke